# Rinchen Barsbold
El Dr. Rinchen Barsbold (en mongol: Ринченгийн Барсболд, Rinchyengiin Barsbold, nacido en 1935 en Ulan Bator) es un paleontólogo y geólogo mongol. Trabaja en el Instituto de Geología, en Ulan Bator, Mongolia. Es reconocido internacionalmente como una autoridad en vertebrados extintos y estratigrafía mesozoica.
Barsbold ha sido fundamental en el descubrimiento y la recuperación de una de las mayores colecciones de dinosaurios en el mundo. Su trabajo ha proyectado la paleontología de Mongolia al más alto nivel mundial y ha ayudado a formarnos una idea más moderna de las últimas fases de evolución de los dinosaurios en Eurasia.
Barsbold ha tenido una influencia considerable sobre la paleontología de los dinosaurios en los países comunistas. El trabajo científico de Barsbold le ha hecho una autoridad en terópodos del Desierto de Gobi, a partir de su tesis doctoral sobre estos dinosaurios.
Ya en 1983, Barsbold señaló que en algunas familias de terópodos se habían desarrollado algunas de las funciones que hasta entonces sólo se conocían en las aves, en varias combinaciones (Barsbold 1983). Postuló que, como resultado de esta "ornitización", uno o varias familias de terópodos pasaron a tener la combinación adecuada de características para convertirse en las aves actuales.
A partir de la identificación de una serie de dinosaurios emplumados a finales de la década de 1990, las ideas de Barsbold son más apreciadas. Al principio, cuando publicó sus conclusiones -una relación por lo general bastante oscura de características anatómicas- en 1983, había poco intercambio entre la comunidad científica de Mongolia y la de los países occidentales. Por otra parte, los primeros trabajos de Barsbold fueron publicados por lo general en ruso, el cual solo algunos científicos occidentales hablan con fluidez. Además, Evgeny Kurochkin - probablemente el mejor especialista en paleontología de aves por aquel entonces de los países comunistas - fue crítico con la relación terópodos-aves, en consonancia con la enseñanza y la mayor parte de los paleontólogos de aves del Cenozoico. Por lo tanto, las teorías de Barsbold inicialmente tuvieron más impacto entre los paleontólogos especialistas en dinosaurios de Mongolia, la antigua URSS, y los países aliados.

## Dinosaurios identificados por Barsbold
A continuación se muestran los géneros y familias de dinosaurios descritos por Barsbold, en orden alfabético:
- Adasaurus (1983)
- Anserimimus (1988)
- Conchoraptor (1986)
- La familia Enigmosauridae (1983) (actualmente inactiva)
- Enigmosaurus (con A. Perle, 1983)
- Gallimimus (con H. Osmólska y E. Roniewicz, 1972)
- Garudimimus y la familia Garudimimidae (1981)
- Harpymimus y la familia Harpymimidae (con A. Perle, 1984)
- Ingenia (1981)
- La subfamilia Ingeniidae (1986) dentro de los Oviraptoridae
- La familia Oviraptoridae (1976)
- El suborden Segnosauria (con A. Perle, 1980) pero este nombre está hoy inactivo y se incluye en Therizinosauria.

Los géneros Barsboldia (Maryanska et Osmolska, 1981) y Rinchenia (Osmolska et al., 2004) fueron denominados así en su honor.